# Vampire Knight
Vampire Knight е шоуджо манга и аниме поредица, създадена от Мацури Хино, Япония. Поредицата дебютира през януари 2005 в списание Lala и продължава да излиза. 
Действието се развива в академия „Крос“, престижно частно учебно заведение. В академията има две отделения: дневно и нощно. В дневното се обучават обикновени хора, а в нощното ученици, смятани за елитни. Студентите и преподавателите от дневните класове не знаят, че учениците от нощните класове са вампири.

## Епизод 1
В анимето се разказва за живота на Юки в Академията. Разказът започва с картината на насъбралите се пред входа на Нощното общежитие ученички от дневния клас, които са разгневени на Юки, защото се опитва да пресече контактите между едните и другите. В очите на останалите ученички изглежда, че Юки е много близка с лидера на Нощния клас – Канаме Куран. Всъщност десет години по-рано той я спасява от друг вампир, целящ да изпие кръвта ѝ. Оттогава тя е влюбена в него, макар да знаe, че любовта ѝ е невъзможна.
След като бива избутана от няколко съученички и пада на земята, Канаме ѝ помага да се изправи. След кратката си среща с него тя се припомня случките от преди десет години, как Канаме я е спасил, как я е завел при ректора на Академия „Крос“, който я е отгледал.
Помощник на Юки в задълженията ѝ е Зеро Кирию, чиито родители са били убити от чистокръвен вампир – Шизука Хио (по ирония на съдбата и Канаме е такъв вампир). Зеро дълбоко мрази всички ученици в нощния клас, освен това родителите му са били ловци на вампири и фамилията Кирию е доста известна в тези среди.
Има още нещо, което обаче Юки не знае за Зеро. Когато биват убити родителите му, той е ухапан от вампира, а ухапването от чистокръвен не е като обикновените ухапвания – то превръща хората във вампири.
Малко по-късно в глава 1, Юки намира две ученички от дневния клас, които са се промъкнали в училището през нощта за да снимат Нощния клас. Едното момиче е ранено. Миризмата на кръвта ѝ бързо привлича компания – Акатски Каин и Ханабуса Айдо – двамата най-близки помощници на Канаме и понататък в сериите. Юки се опитва да предпази другите две момичета от тях, като си мисли, че са били привлечени от кръвта на раненото момиче. Но се оказва, че Юки се ударила малко по-рано, а нейната кръв привлича вампирите като магнит. Айдо я захапва за ръката и е напът да пие от врата ѝ, когато се появява Зеро, а по-късно и Канаме и неговата лична асистентка – Сейрен (тя е не второстепенен, а по-скоро третостепенен персонаж и за нея не се знае много). Накрая на тази част Зеро отново напомня на Юки, че любовта между нея и Канаме е невъзможна.

## Епизод 2
Действието започва на Свети Валентин, когато всички ученици от дневния клас са се насъбрали да поднесат шоколад на Нощния клас. Юки също е там. Основно действието се върти около вампирясването на Зеро и любовта на Юки към Канаме, който все още се прави на сляп и нищо неподозиращ, без да отвръща на чувствата ѝ.
По-нататък Зеро става вапмир след 4 години страдание.